# Li Yi
Li Yi (1 de janeiro de 1992)  é uma atleta de wushu de Macau. 

## Carreira
Li começou praticar wushu na idade de oito em Anhui.
A sua primeira competição foi os Campeonatos Mundiais de Wushu de 2013 donde ganhou uma medalha de prata em duilian. Um ano depois, ganhou a medalha de prata no jianshu e qiangshu feminino nos Jogos Asiáticos de 2014. Dois anos depois, Li ganhou três medalhas no Copa Mundial de Taolu de 2016 incluindo uma medalha de ouro em jianshu. Nos Campeonatos Mundiais de Wushu de 2017, ganhou dois medalhas de bronze e no mesmo ano, ganhou dois medalhas de ouro no Universíada de Verão de 2017, as primeiras medalhas no Universíade para Macau.
Em 2018, Li retornou ao Copa Mundial de Taolu donde ganhou dois medalhas de prata. Mas tarde no mesmo ano, ganhou a medalha de prata no changquan feminino nos Jogos Asiáticos de 2018. Nos Campeonatos Mundiais de Wushu de 2019, Li ganhou dois medalhas de ouro em jianshu e qiangshu e também uma medalha de prata em changquan.

## Prêmios
- Concedido pelo governo de Macau:
  - Título Honorífico de Valor: 2012, 2014
  - Medalha de Mérito Desportivo: 2018
- Eleição dos Atletas Excecionais de Macau
  - Eleito: 2017, 2019